# Sesto San Giovanni
Sesto San Giovanni este o comună în Provincia Milano, Italia.

## Demografie
Sesto San Giovanni - evoluția demografică

|  | Graficele sunt indisponibile din cauza unor probleme tehnice. Mai multe informații se găsesc la Phabricator și la wiki-ul MediaWiki. |

Date: Recensăminte sau birourile de statistică - grafică realizată de Wikipedia